# رنتسو مارینیانو
رنتسو مارینیانو (ایتالیایی: Renzo Marignano؛ ‏ ۲۶ مارس ۱۹۲۳ – ۲۵ نوامبر ۱۹۸۷) کارگردان و بازیگر اهل ایتالیا بود.
از فیلم‌هایی که وی در آن نقش داشته است، می‌توان به سه ببر در برابر سه ببر، برده نازنینم، سوداگر، فیورینا، گاو ماده، گربه مامان، دختر دبیرستانی، طلاق به سبک ایتالیایی، چشمان سیاه، فرانک بدجنس و تونی بی‌مخ، شکر، عسل و فلفل، شوق مرگ، تابستان زیبا، میهمان و شب بخیر، آقایان و خانم‌ها اشاره کرد.
رنتسو در جنوا متولد شد، بعد از جنگ جهانی دوم او یکی از بنیانگذاران چیمو فیلم شد، یک سازنده متخصص در فیلم‌های مستند، که در برخی از آنها کارگردان هم بود. در سال ۱۹۵۸ او به رم رفت جایی که شروع به کار بازیگری کرد. او همچنین دستیار کارگردان چندین فیلم پیترو جرمی و ماریو مونیچلی بود.